# 明宜里
明宜里是位於臺灣臺南市學甲區中間的一個里，地理位置在學甲市區西北方，北臨秀昌里，南接仁得里，並與新達里和慈福里相鄰。

## 地理
明宜里北邊以新生路為界與秀昌里相鄰，東邊以中正路為界與新達里及慈福里相接，西邊以育德路為界與秀昌里為鄰，南邊以民權路及濟生路為界與仁得里接壤。
西明里和宜民里是台灣學甲區的兩個行政區，後來合併成為現在的行政區。西明里由中社、溪仔墘、三角仔等部落組成，主要居民姓氏為陳、謝、王、莊等。因位於學甲區的西隅，故稱為西明村。
宜民里在1945年的都市計畫後，交通便捷，環境宜人，成為許多居民定居的理想地方，因此得名宜民。戰後成立的村莊被稱為宜民村，隨著學甲設鎮的建立，演變為現在的宜民里。

## 歷史
西明里位於台灣學甲鎮的西隅，其中包括中社、三角仔和溪仔等部落。最初並無里名，在日治時期被稱為學甲二保。中社是指以慈濟宮為中心的學甲社附近的聚落，居民主要姓陳和王。三角仔是一個三角形狀的聚落，位於一七四線縣道中山路和三民路交界處以南。溪仔墘則是指位於沿海地區的聚落，因鄰近溪流而得名。昔日，石溪河流經此處注入將軍溪。溪仔墘的一小部分位於西明里，大部分位於仁得里。:
宜民里昔日是後厝仔庄，日治時期被稱為學甲三保。後厝仔庄的位置應該在學甲街的北部，但由於都市化的影響，庄名已不再使用。在民國95年2月1日的行政區域調整中，西明里和宜民里合併為明宜里。